# 토트
토트(Thoth, Thot, Θωθ, Djehuti)는 고대 이집트 신화에 등장하는 중요한 남신으로서, 지식과 과학, 언어, 서기, 시간, 달의 신이다. 주로 아프리카검은따오기나 비비의 머리에 사람의 몸을 한 모습으로 묘사된다. 여신 세스헤트는 그의 여성형이다. 주 신전이 있었던 케메누(헤르모폴리스)뿐만 아니라 아비도스 등 이집트 전역에서 숭배되었다. 지혜와 정의의 여신 마트는 토트의 아내이다. 토트는 창조에 관여한 신 중 하나로 보이며, 고대 이집트의 문자였던 신성 문자(히에로글리프)를 발명하여 인류에게 준 것으로 알려져있다. 고대 그리스에서는 자국의 신 헤르메스와 동일시되었다. 프톨레마이오스 왕조에서 토트는 헤르메스와 함께 도서관의 수호신으로 받아들여졌다.

## 이름
이집트 고고학자이자 작가인 테오도어 호프너에 의하면 토트의 고대 이집트어 본 명칭은 ḏḥw(제후)에서 기원한 ḏḥwty(제후티)로 쓰였다고 한다. 또한 ḏḥw는 고어로 따오기를 뜻하는 hbj에서 번형되었다. 이는 그의 이름이 따오기에서 유래했음을 보여준다. 고대 이집트에서는 ḏiḥautī라고 발음 되었을 것이라고 추정되고 있다. 후에 이 신의 이름은 고대 그리스로 넘어가 그리스 문자 표기법에 따라 Θωθ, Thōth 또는 Theut로 표기 되어 현재에 이르고 있다.
토트는 서술되는 문서의 주제에 따라 다른 이름들로 쓰였으며, 그의 이름을 따 붙여진 파라오의 이름도 공식적으로 최소한 5개의 다른 이름이 있는 것으로 기록되어있다. 그는 각각 아, 솁스, 케메누의 군주, 마트의 군주, 마트의 남편, 아스텐, 켄티, 메히, 합, 아안등으로 불리었으며, 후기 이집트에서는 태양신 라와 합쳐져서 라-제후티로도 불렸다.
고대 그리스에서는 이집트의 신 토트를 자국의 신 헤르메스와 동일한 신으로 보았다. 그리하여 그리스에서도 헤르메스와 토트를 합쳐, 헤르메스 트리스메기스투스라고 불리었는데, 이는 토트의 명칭중 "세배 대단한 그리고 또 대단한"에서 유래한 것으로 보인다. 그래서 헤르메스는 토트의 영향을 받아 프톨레마이우스왕조의 알렉산드리아 도서관이래로 도서관의 수호신으로 취급되었다.

## 신화

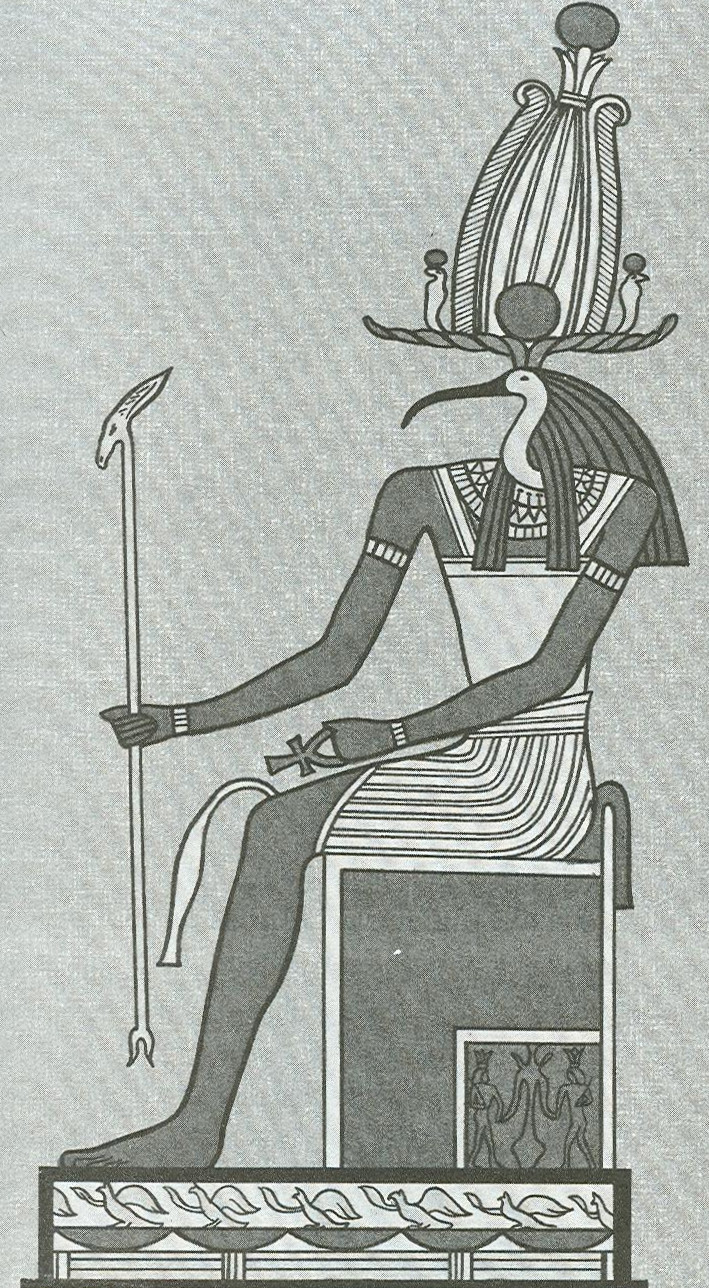
왕관을 쓰고 앉은 토트

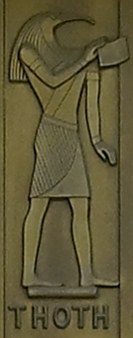
워싱턴 D.C 국회 도서관 외벽의 토트 부조

헤르모폴리스의 기록에 따르면 토트는 스스로 말로써 탄생하였는데, 그 때문인지 종종 태양신 라의 혀이자 심장으로 여겨졌다. 하지만 다른 기록(피라미드텍스트)에서는 대지의 신 게브와 하늘의 여신 누트의 아들로써 이시스의 남매지간으로 등장하기도 한다.
그는 이집트 종교 초창기에는 시간과 달력을 표기하는 달의 신으로 등장하였지만, 과학과 문학, 예술, 언어, 서기, 지식의 신으로 발전하였다.

### 누트 신화
이집트 전설에 따르면 원래 1년이 360일이었다. 위대한 태양신 라가 이집트를 다스리고 있을 때 지식의 신 토트는 하늘의 여신 누트가 낳은 아이가 언젠가 이집트를 다스릴거라 예언을 하였다. 이것을 괘씸하게 여기고 화가난 태양신 라는 1년 360일중 어느 날에도 아이를 낳지 못한다는 저주를 누트에게 내리고 누트는 상심하였다. 누트는 토트를 찾아가서 하소연하였고 누트를 짝사랑한 토트가 방법을 생각해냈다.
토트는 달의 신 콘수가 내기를 하여 달의 빛을 얻었고 세상을 5일간 비추기에 충분한 양이었다. 이 때문에 항상 보름달이었던 달이 빛을 잃어 모양이 주기적으로 변하게 되었다.
토트의 지혜로 만들어진 5일 동안 누트는 다섯 명의 아이를 출산하였다. 오시리스와 세트가 그들 중에 있었다. 당시에 장남 오시리스는 이집트의 위대한 왕 인류의 구세주가 탄생한 것으로 소식이 전하여졌다. 오시리스는 바로 이집트 고대 왕조의 창시자인 호루스, 또는 메네스의 부친으로 알려져 있다. 그리고 이 5일이 더해지면서 1년이 365일이 되었다는 전승이 있다.

### 호루스 신화
세트의 시기로 오시리스가 살해된 후 그의 아내인 이시스는 오시리스의 시신을 찾아내 부활의식을 통하여 저승의 신으로써 부활시켰다. 하지만 오시리스는 저승에 있어서 이시스는 세트에게 복수를 할 아이를 임신 할 수가 없었는데, 부활 의식 이후 세트에게 잡혀 감옥에 갇혀 있던 이시스에게 토트가 찾아와 임신 사실을 알렸다. 토트의 도움으로 피신한 이시스는 세트에게 임신 사실을 숨길 수 있었다.
그녀는 자신을 수호하는 일곱마리의 뱀(또는 전갈)과 함께 부토의 저습지에서 아들 호루스를 낳았다. 그때부터 호루스가 자기 아버지의 복수를 하고 세습권을 주장할 수 있는 성년이 될 때까지 숨어서 아들을 키웠다.
후에 아들은 독사로 변한 세트에게 물려 혼수상태로 빠졌는데, 토트가 내려와 태양신 라의 힘으로 호루스를 치료하고 태양이 보호받는 마법으로 호루스가 보호 받을 것이라며 약속하고는 태양신 라에게 돌아갔다. 호루스가 치료 받는 기간 동안 토트의 말대로 태양의 배는 멈추어 암흑이 이집트를 다스렸다.

### 사자의 서
사자의 서에서 토트는 심장 무게 달기 의식의 서기관으로 나온다.

### 에메랄드의 서
에메랄드의 서는 토트가 에메랄드 원판 위에 빛의 글자로 세상의 모든 지식을 새겼다고 전해지는 전설속의 책이다.
여러장으로 이루어졌으며 첫장을 보면 우주의 원리를 깨우치고 불로장생한다는 설이 있다.
토트의 서라고도 한다

### 머리가 변함
하늘에서는 따오기의 머리로 땅에서는 비비의 머리로 바뀐다. 또 눈금을 새긴 갈대를 들고 달 모양의 원반을 쓴 모습으로 나오기도 하는데, 이때 토트는 시간의 측정자를 의미한다.

## 호루스의 눈
호루스의 눈은 태양을 의미하는데, 호루스의 눈의 반사 이미지, 즉 왼쪽 눈은 달의 신 토트를 의미한다.

## 같이 보기
- 호루스의 눈
- 마트
- 헤르메스
- 헤르메스 트리스메기스투스
- 헤르메스주의
- 세스헤트